# Municipio de Magdalena (Jalisco)
El municipio de Magdalena es uno de los 125 municipios en que se divide el estado mexicano de Jalisco. Ubicado a 78 kilómetros al noroeste de Guadalajara.

## Geografía
Anteriormente llamado xochitepec, palabra derivada de juchitepeco o xochptque que significa “monte florido”. Adquirió el nombre de Magdalena porque así se bautizó a la hija del cacique Goaxicar que gobernaba este lugar antes de la conquista española.
El municipio de Magdalena está situado en la Región Valles del Estado. Limita al norte con el municipio de Hostotipaquillo; al sur con San Marcos, Etzatlán y San Juanito de Escobedo; al este con Tequila y al oeste con el estado de Nayarit.
Tiene aproximadamente 15 localidades, siendo las más sobresalientes:  Magdalena (cabecera municipal), San Andrés, La Quemada y La Joya.

### Vegetación
Los montes y cerros se encuentran revestidos de bosques naturales en donde se aprecian pinos, encinos, robles y manchones de pirul. Las lomerías y algunas clases de bosques se encuentran cubiertos de pastizales, en donde también se pueden encontrar nopales, huizache, matorral espinoso e inerme.

### Fauna
La fauna está representada por especies como el venado, liebre, conejo, ardilla, algunos reptiles y otras especies menores.

### Recursos naturales
La riqueza natural con que cuenta el municipio está representada por 7,900 hectáreas de bosque donde predominan especies de pino, encino, roble y pirul, principalmente. Sus recursos minerales son yacimientos de ópalo, caolín, cal, arena, cuarzo sílice y talco.

## Demografía
De acuerdo al último censo, realizado en 2010 por el Instituto Nacional de Estadística y Geografía; el municipio de Magdalena posee una población de 21 321 habitantes, de los que 10 583 son hombres y 10 738 son mujeres.

### Localidades
En el censo de 2020 el municipio de Magdalena contaba con 19 localidades.
| Código INEGI      | Localidad         | Población (2020) |
| ----------------- | ----------------- | ---------------- |
| 140550001         | Magdalena         | 16 873           |
| 140550008         | San Andrés        | 1 571            |
| 140550007         | La Quemada        | 1 107            |
| Otras localidades | Otras localidades | 2 230            |
| Total municipal   | Total municipal   | 21 781           |

## Historia
Sus habitantes eran tecuexes y su asiento principal lo tenían en dos islas dentro de la laguna, ahora desecada, de las cuales denominaban a la mayor Atitic.
Al llegar los españoles, ya existía la población de Magdalena con el nombre de Xochitepec. Pertenecía al señorío de Etzatlán y estaba gobernado por Goaxicar, indio de talento y de importancia por su valor.
En 1524, Francisco Cortés de San Buenaventura conquistó esta región y al recibir la obediencia de Etzatlan, mandó llamar al cacique Goxicar; éste, temeroso de que los peninsulares pasaran a su pueblo, prefirió ir a rendirles tributos aunque de mala gana. Pero después comenzó a maquinar en contra de los conquistadores. Se sublevó en 1538 siendo sometido por los españoles. De nuevo Goaxicar, en 1541, tomó partido durante la Guerra del Mixtón aliándose a los indígenas de Tequila, Ameca y Ahualulco, entre otros pueblos.
En 1530 llega a la conquista de esta región Cristóbal de Oñate enviado por Nuño de Guzmán, la belleza y fertilidad de la provincia, despertaron en él el deseo de agregarla a sus territorios y así se lo hizo saber a Juan de Escárcena, pero con entereza resistió a las ambiciones de Guzmán.
Los franciscanos evangelizaron la región; en 1534 llegaron los frailes a fundar el convento de la Purísima Concepción de Etzatlán y catequizar y bautizar a los aborígenes. Pidieron a Goaxicar que les ayudara y al concluirse la iglesia y convento de Etzatlán retornaron los naturales a las dos poblaciones que se hallaban en igual número de islas de la laguna. A una la denominaron de Señor Santiago y a la más grande San Juan Atlitic.
Una tromba arrasó los poblados, viéndose obligados los sobrevivientes a abandonar las islas y poblar los sitios denominados Santa María del Mezquital, Mezquicuatlán y Juchitepec en honor del antiguo cacicazgo.
Siendo alcalde mayor de Etzatlán Francisco Martínez de la Mancha y estando por ende al cuidado de Juchitepec; fray Luis Navarro, construyó la iglesia y el convento dedicándolos a Santa María Magdalena y Xuchitepec.
En 1825 tenía ayuntamiento y en 1838 la categoría de pueblo. Desde 1825 pertenecía al 5° cantón de Etzatlán y en 1872 pasó a formar parte del 12° cantón.
Se desconoce el decreto que creó este municipio pero ya existía en 1837 como se desprende del decreto del 13 de marzo del mismo año. La División Territorial y Política del Estado de Jalisco, dispuesta en el decreto del 1 de mayo de 1886, ya menciona a Magdalena como municipalidad.

## Economía

### Agricultura
Destacan los cultivos de maíz, caña, sorgo y garbanzo.

### Ganadería
Se cría ganado bovino de carne, leche y para trabajo, porcino, caprino y aves de carne y pastura.

### Industria
Está representada por talleres que explotan el ópalo.

### Minería
Los principales recursos minerales con que cuenta el municipio, se refieren a minerales no metálicos como son ópalo, caolín, cal y arena; distinguiéndose las minas de ópalo de las localidades de San Andrés, La Quemada, Huitzizilapán, San Simón, Las Latillas, Juajical y Cobano.

### Turismo
Los visitantes pueden admirar en el municipio, la Capilla de la Purísima que data de fines del siglo XVI; el templo de San Andrés en la localidad de San Andrés y la capilla de La Quemada. Resulta de especial interés para quienes visitan el municipio de Magdalena, acudir a los talleres donde se trabaja el ópalo.

##### Museo
Museo Interpretativo del Paisaje Agavero y la Minería, primer museo en el municipio que muestra la historia y las tradiciones de Magdalena, cuenta con una colección de restos de vestigios aztecas y una sala de exposiciones de arte contemporáneo.

### Educación
El municipio cuenta con una plaza comunitaria que atiende a jóvenes y adultos en rezago educativo, y se encuentra ubicada en el DIF Magdalena.

### Comercio
Predominan los giros dedicados a la venta de productos de primera necesidad y los comercios mixtos venden en pequeña escala artículos diversos.

### Servicios
Se ofrecen servicios financieros, profesionales, técnicos, comunales, sociales, personales, turísticos, culturales y de mantenimiento.

## Cronología de hechos históricos
- 1524	Francisco Cortés de San Buenaventura conquista el cacicazgo de Xochitepec.
- 1604	Fundación del Convento de Santa María de Magdalena por los franciscanos.
- 1825	Magdalena tenía ayuntamiento.
- 1837	La población de Magdalena ya ostentaba la categoría de municipio.
- 1872	El municipio pasa a pertenecer al 12° cantón de Tequila.
- 1911	El 12 de mayo, Leopoldo Leal se pronunció en contra del gobierno del general Porfirio Díaz.
- 1913	Entrada del revolucionario Julián Medina a Magdalena, quien llegó a este lugar en busca de voluntarios y recursos económicos.
- 1918	La llamada influenza española hizo verdaderos estragos en Magdalena, al igual que en todo el país.
- 1923	El general Álvaro Obregón, siendo Presidente de la República, visitó la entonces hacienda de la Quemada para inaugurar el entronque de la vía del ferrocarril sudpacífico, que venía de Nogales, con la de Guadalajara-La Quemada.
- 1924	El 2 de abril, se fundó el ejido de Magdalena.
- 1929	El 10, de febrero, en la falda del cerro llamado "El Trapiche", fue acribillado por los cristeros un grupo de hombres armados comandados por el teniente de infantería Marciano Roberto Jaime Colunga.
- 1939	El 4 de febrero, por decreto se reforman los límites del municipio.
- 1944	El 27 de julio, el presidente de la República, general Manuel Ávila Camacho, llevó a cabo la única visita que un primer mandatario haya hecho en Magdalena en toda su historia.
- 1958	El 18 de noviembre, son reformados los límites del municipio por decreto número 7292.
- 2018 El 1 de julio, Fabiola Pulido Franco, resulta reelecta como Presidenta Municipal, convirtiéndose en la primera en la historia de Magdalena.